# Scania série P
 (septembre 2017).
Si vous disposez d'ouvrages ou d'articles de référence ou si vous connaissez des sites web de qualité traitant du thème abordé ici, merci de compléter l'article en donnant les références utiles à sa vérifiabilité et en les liant à la section « Notes et références ».
 (septembre 2017).
La série P est une gamme de camions porteurs de construction et distribution de Scania lancée en 2004. Dans la gamme Scania, elle s’insère entre la série L et la série G.

## Caractéristiques

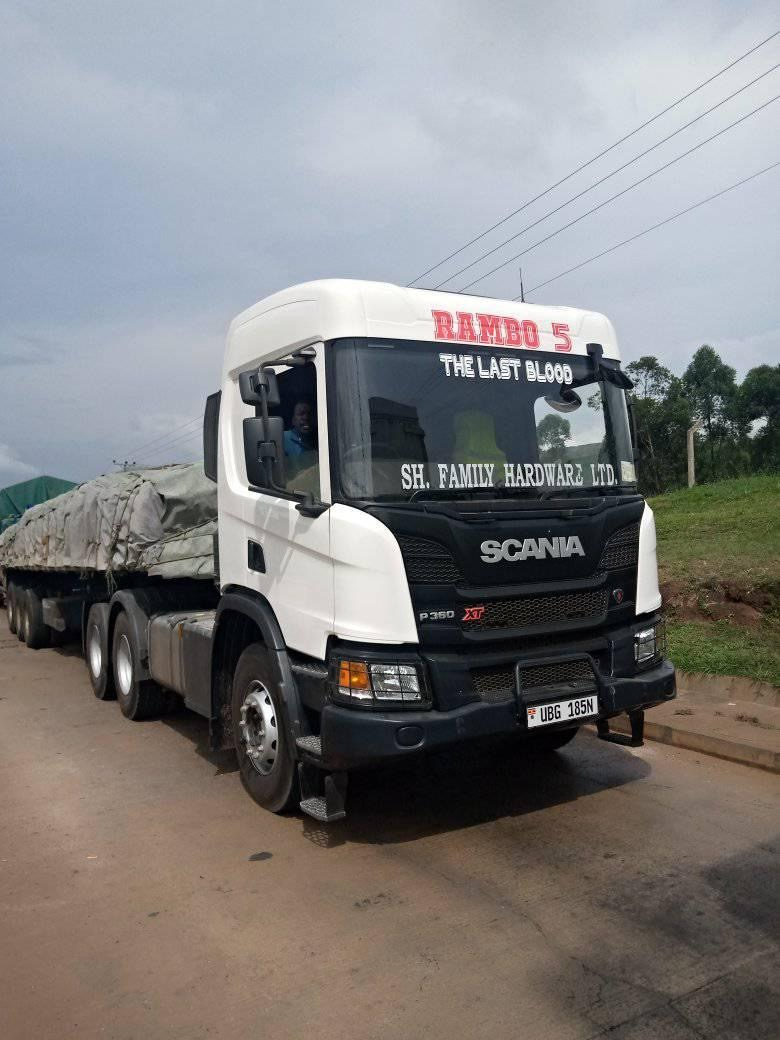
Scania P360 XT transportant du ciment en Ouganda.

La gamme offre des moteurs à cinq ou six cylindres allant de 250 à 450 chevaux et de 4 × 2 à 8 × 4, ce qui permet un PTAC de 19, 26 ou 32 tonnes.
En 2011, ces moteurs s'adaptent à la norme Euro 6.
Sur la base des séries P et L de camions urbains, Scania a adopté une technologie d'électrification annoncée en septembre 2020.

## Motorisations
La série P a trois moteurs différents, deux au gazole et un au gaz naturel, lancés dans de différentes puissances :
- le cinq cylindres de 9,3 l est décliné en quatre niveaux de puissance : 250, 280, 320 et 360 ch ;
- le six cylindres de 12,7 l est décliné en trois niveaux de puissance : 370, 410 et 450 ch ;
- le moteur au gaz a été inauguré en 2013 sur le P340. Ce moteur est disponible en 340 et 280 ch.